# Kings River (Kalifornien)
Der Kings River (engl. für „Königsfluss“) ist ein Fluss in Kalifornien. Er entspringt in der Sierra Nevada aus drei Quellarmen. 
Der South Fork Kings River entspringt in den Sequoia-&-Kings-Canyon-Nationalparks im Upper Basin, einem Hochtal unterhalb der Bergkette der Palisades und durchfließt den Kings Canyon, der für den Nationalpark namensgebend war. Der Middle Fork Kings River entspringt weiter nördlich im Nationalpark, während der North Fork Kings River außerhalb des Nationalparks in der westlich angrenzenden John Muir Wilderness entspringt. Der North Fork und sein Zufluss Helms Creek werden noch in den Bergen aufgestaut. Der Kings River wird unmittelbar nach dem Zusammenfluss aller Quellarme zum Pine Flat Lake aufgestaut. 
Der Fluss mündete ursprünglich in den Tulare Lake, der seit seiner Trockenlegung als landwirtschaftliche Nutzfläche im Kalifornischen Längstal dient. Heute wird der Kings River zwischen Hanford und Fresno in mehrere künstliche Arme aufgespalten und sein Wasser zu Bewässerung der Felder verwendet. Nur noch zu einigen Jahreszeiten gelangen geringe Mengen Wasser in das ehemalige Seebecken, wo sie versickern. Die Gesamtlänge vom längsten Quellarm bis zum Tulare Lake Bed beträgt etwa 200 Kilometer.

## Weblinks

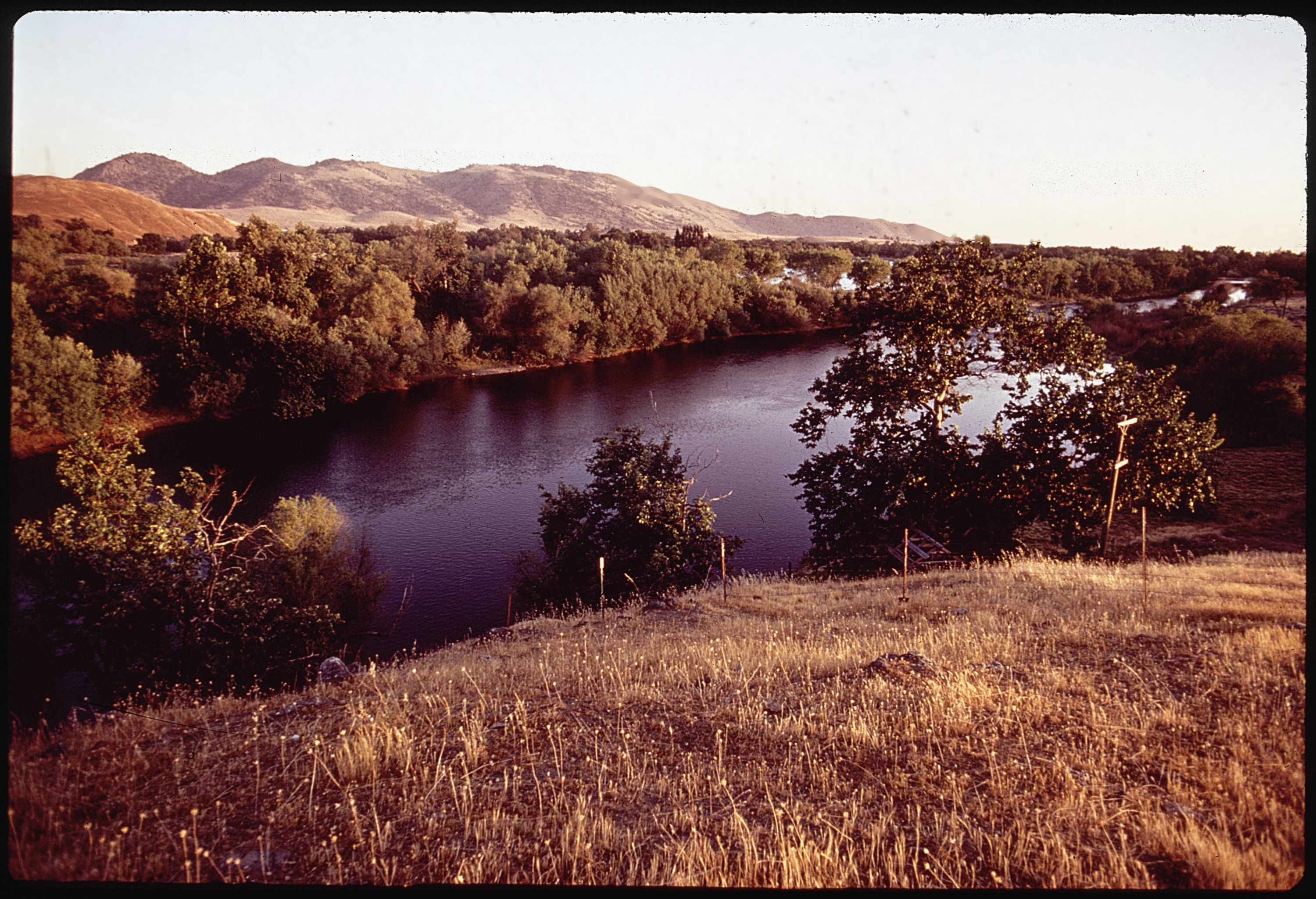
Der Fluss im Mai 1972